# Liên Xuân
Liên Xuân là một xã thuộc thành phố Thủy Nguyên, thành phố Hải Phòng, Việt Nam.

## Địa lý
Xã Liên Xuân có vị trí địa lý:
- Phía đông giáp phường Lưu Kiếm
- Phía tây giáp xã Ninh Sơn và tỉnh Hải Dương
- Phía nam giáp phường Trần Hưng Đạo và các xã Ninh Sơn, Quang Trung
- Phía bắc giáp tỉnh Quảng Ninh.

Xã Liên Xuân có diện tích 26,48 km², dân số năm 2023 là 24.530 người, mật độ dân số đạt 926 người/km².

## Lịch sử
Trước năm 1886, địa bàn xã Lưu Kiếm thuộc tổng Trúc Động, huyện Thủy Đường. Trước năm 1945, địa bàn xã Lại Xuân thuộc thuộc tổng Thượng Côi. 
Năm 1886, huyện Thủy Đường đổi tên thành huyện Thủy Nguyên.
Sau năm 1945, thành lập xã Lưu Kiếm trên cơ sở 9 làng của tổng Trúc Động, thành lập xã Lại Xuân trên cơ sở một phần của xã Kỳ Sơn.
Cuối năm 1947, sáp nhập xã Lưu Kiếm vào huyện Thủy Nguyên.
Tháng 3 năm 1957, chia xã Lưu Kiếm thành xã Lưu Kiếm và xã Liên Khê.
Xã Liên Khê có 5 làng: Thụ Khê, Thiểm Khê, Quỳ Khê, Mai Động, Điệu Tú.
Ngày 27 tháng 10 năm 1962, Quốc hội ban hành Nghị quyết về việc sáp nhập tỉnh Kiến An vào thành phố Hải Phòng. Khi đó, xã Liên Khuê và xã Lại Xuân thuộc huyện Thủy Nguyên, thành phố Hải Phòng.
Ngày 24 tháng 10 năm 2024, Ủy ban Thường vụ Quốc hội ban hành Nghị quyết số 1232/NQ-UBTVQH15 về việc sắp xếp đơn vị hành chính cấp huyện, cấp xã của thành phố Hải Phòng giai đoạn 2023 – 2025 (nghị quyết có hiệu lực từ ngày 1 tháng 1 năm 2025). Theo đó, thành lập xã Liên Xuân thuộc thành phố Thủy Nguyên trên cơ sở toàn bộ 14,94 km² diện tích tự nhiên, quy mô dân số là 12.386 người của xã Liên Khê và toàn bộ 11,54 km² diện tích tự nhiên, quy mô dân số là 12.144 người của xã Lại Xuân.
Xã Liên Xuân có 26,48 km² diện tích tự nhiên và quy mô dân số là 24.530 người.